# Sant Andreu de Palomar

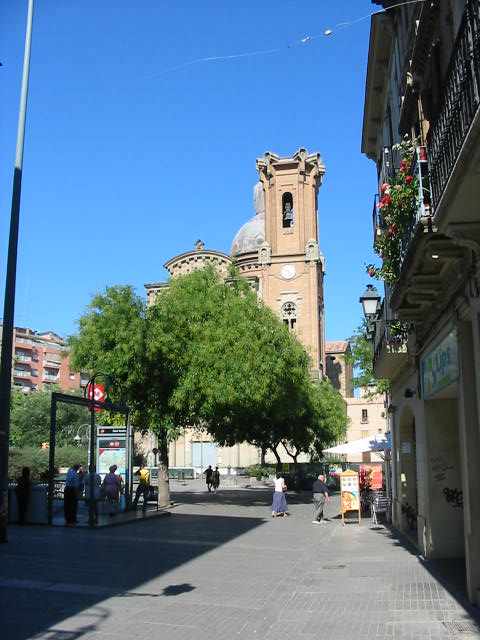
Plaça Orfila amb l'església de Sant Andreu de Palomar al fons

Sant Andreu de Palomar és un barri del districte de Sant Andreu de Barcelona. Fou el principal nucli de l'antic municipi de Sant Andreu de Palomar, que més o menys coincideix amb el que avui és el districte de Sant Andreu, Nou Barris i una part d'Horta-Guinardó. Té una superfície de 187 hectàrees i té una població d'uns 58.200 habitants. Els seus límits són: el carrer Rovira i Virgili (antiga Riera d'Horta), el passeig de Santa Coloma, l'avinguda Meridiana, i les vies de ferrocarril. El seu codi postal és el 08030.

## Història

### El poble
La primera notícia escrita data de l'any 992, quan en un document de permuta d'una herència es menciona un lloc anomenat Palomar (palumbarii). L'any 1034 apareixen junts els noms de Sant Andreu, patró de la parròquia, i Palomar. Els límits de l'antic poble de Sant Andreu de Palomar anaven del Besòs fins a la serra de Collserola, i de Montcada i Reixac, al nord, fins a Sant Martí de Provençals, al sud. La riera d'Horta era la divisió amb el municipi veí de Sant Martí. Situat a la plana amb terres fèrtils, la seva activitat principal era l'agricultura. El regadiu li arribava del rec comtal, séquia que cap a l'any 954 va fer construir el comte Miró I per conduir l'aigua des de Montcada fins a Barcelona.

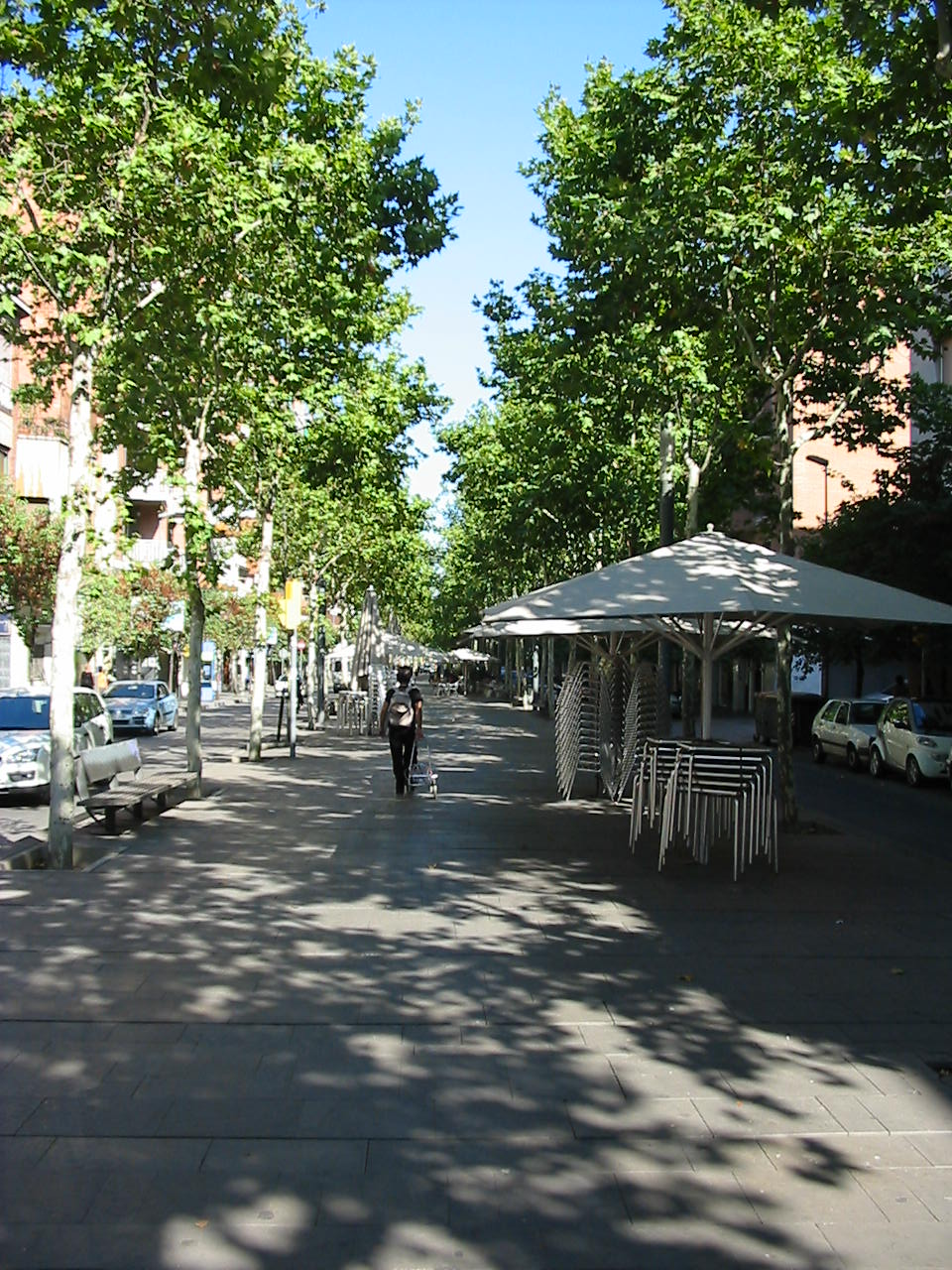
Rambla de Fabra i Puig

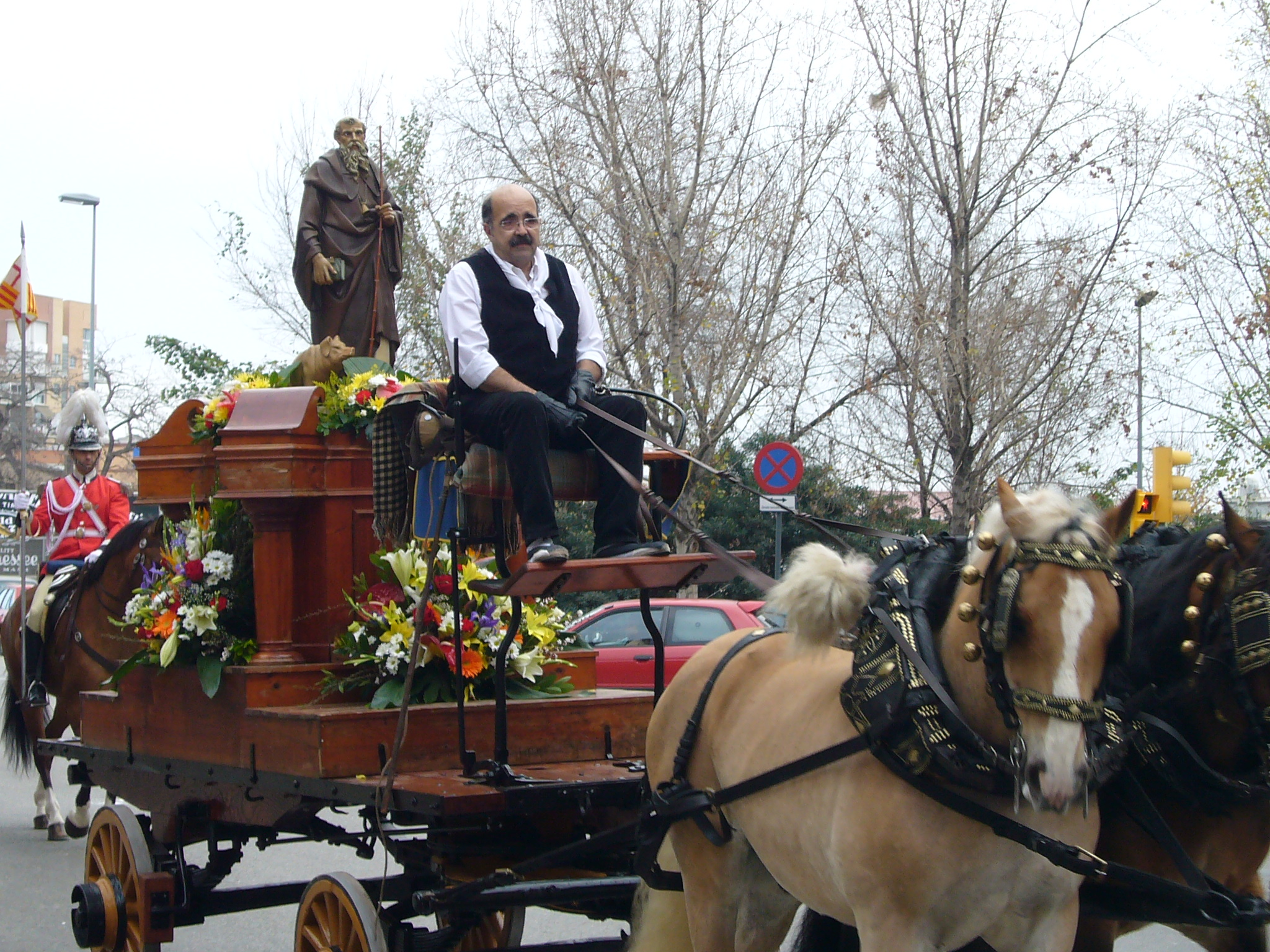
Carruatge amb la imatge de Sant Antoni Abat als Tres Tombs de Sant Andreu de Palomar

Durant els segles xi, xii i xiii es constituí un primer nucli d'habitatges a l'entorn de l'església, que fou destruïda pels almoràvits en la ràtzia de 1114.
Al llarg del segle xiii s'incrementà la relació de la creixent comunitat andreuenca amb Barcelona; nobles, col·laboradors de la monarquia i membres del Consell de Cent, com ara els Santcliment, foren propietaris de terres a Sant Andreu de Palomar. Organitzats en la "universitat dels parroquians" (el Comú que tenia els seus representants en els prohoms), els habitants d'aquell Sant Andreu no baixaven dels 500-600, malgrat els efectes de la pesta de 1348. A partir del segle xiv van créixer considerablement les confraries; a Sant Andreu de Palomar se'n va constituir la dels "homes forans", confirmada el 1401 pel rei Martí, que aplegava els habitants del terme que encara no havien assolit la categoria de parroquians. Al Coll de Finestrelles, lloc de pas per a aquells que travessaven el pla de Barcelona provinents dels Pirineus, fou construït l'hospital de Vallbona, on els homes forans malalts i els captaires podien fer-hi estada.
Al segle xvi ja es pot parlar de masies escampades per la demarcació del poble de Sant Andreu de Palomar. La pagesia de Sant Andreu s'originà a partir d'arrendament o cessions de terres, per part d'una classe mitjana organitzada.
Al llarg del temps es van anar conformant els diferents carrers entorn de l'eix del carrer Gran, antiga via romana.
Un fet destacable és que la Guerra dels Segadors es va iniciar a Sant Andreu de Palomar el 1640, quan els sometents de Sant Celoni, de Blanes i pagesos de la Catalunya interior que baixaven a contractar-se per la sega, van decidir marxar contra les forces del comte-duc d'Olivares, que es mantenien a Catalunya bo i acabada la Guerra del Francès i que saquejaven poblacions i violaven drets bàsics dels seus habitants. Escolliren per bandera el Sant Crist de la Parròquia i s'enfilaren cap a Barcelona, on varen alliberar el diputat Francesc de Tamarit i els consellers Francesc Joan de Vergós i de Sorribes i Lleonard Serra, donant mort el virrei de Catalunya, i tingueren la ciutat a mercè seva. Nombroses reunions entre els consellers de Barcelona i els segadors revoltats tingueren lloc a la parròquia de Sant Andreu de Palomar.
L'estiu de 1705, durant la Guerra de Successió, que va acabar amb la derrota de l'onze de setembre de 1714, la masia de Can Borni, a tocar de la Riera d'Horta, va esdevenir quarter general de la Plana Major de l'Arxiduc Carles d'Àustria.
El mes d'abril de 1706, però, l'exèrcit borbònic va establir diverses casernes per organitzar el setge de Barcelona.
El Decret de Nova Planta resultant d'aquesta derrota que va posar fi a les institucions de govern de Catalunya i va comportar un nou sistema d'administració territorial. L'antiga parròquia de Sant Andreu de Palomar va passar a ser un municipi independent. Llavors es va confeccionar el primer segell del municipi, que representava la creu de Sant Andreu, un colom i una mà oberta cap avall.
El creixement de la població amb la construcció de nous habitatges i masies (can Pere Valent, can Verdaguer, can Xandri, can Sala, can Diumengó, can Guineueta, les Carasses...) va anar convertint el terme municipal en un ric espai per al conreu. El viatger i agrarista anglès Mr. Arthur Young, al seu pas per Sant Andreu de Palomar l'estiu de 1787, va dir: "Quedo meravellat d'aquests camps, els conreus són a tocar i molt ben portats, encara no s'ha fet una collita que ja en comença una de nova...". L'agricultura fou una de les principals fonts de vida fins a l'arribada de l'època industrial.
La participació de Sant Andreu i d'andreuencs en les diverses guerres i bullangues va ser notable:
- A la Guerra del Francès va destacar el guerriller Josep Manso.
- A les Guerres Carlines els centralistes van bombardejar Sant Andreu amb el General Prim com a cap.
- A la Revolta de les Quintes l'heroi va ser el Noi Baliarda.

La industrialització que va tenir lloc des de la fi del segle xix va portar empreses importants a Sant Andreu, com ara la tèxtil Fabra i Coats, La Maquinista, la Fabricació Nacional de Colorants, i una bona quantitat d'altres empreses petites i tallers.
El 20 d'abril de 1897, la reina regent Maria Cristina d'Habsburg-Lorena signà el Decret d'Agregació que va annexionar Sant Andreu de Palomar i molts altres pobles del pla de Barcelona (Gràcia, Sants, Les Corts, Sant Martí, Sant Gervasi de Cassoles, posteriorment Horta i Sarrià) a Barcelona. La junta desagregacionista creada a l'efecte no va poder-ho evitar. El Tribunal d'Assumptes Contenciosos i Administratius acordà, el 21 de febrer de 1902, de no acceptar la desagregació de Barcelona. Això va convertir el poble en el districte novè. Més endavant, l'antic terme municipal fou esquarterat i repartit pels districtes d'Horta-Guinardó, Sant Martí, Nou Barris i el propi de Sant Andreu, amb l'afegitó d'una part de Sant Martí de Provençals (la Sagrera i Navas).
És coneguda la iniciativa associacionista del barri, principalment al voltant d'entitats de caràcter esportiu, com ara l'Agrupació Excursionista Muntanya, de 1931, la Unió Esportiva Sant Andreu i el Club Natació Sant Andreu.

### Aqüeducte Palombarum
Fins fa poc s'havia ignorat completament la procedència del subministrament principal d'aigua a la Barcino romana. La primera conducció d'aigua a Barcino procedent del riu Besòs cal datar-la a la primera meitat del segle I d.C., època de l'emperador Claudi. Amb motiu del projecte urbanístic que preveia dur a terme l'Ajuntament de Barcelona amb la construcció d'un gran nombre d'habitatges a la zona del Molí del Rec, el Centre d'Estudis Ignasi Iglésias (CEII) va gestionar, amb la Direcció General del Patrimoni Cultural de la Generalitat de Catalunya, les oportunes mesures jurídiques encaminades a preservar aquell patrimoni arqueològic i les restes que poguessin subsistir. Durant la primavera del 2004 es van realitzar una sèrie de prospeccions a l'àrea compresa entre el que fou el Molí de Sant Andreu i el carrer Coronel Monasterio de Sant Andreu de Palomar, a tocar de les casernes militars ja enderrocades. El resultat d'aquestes investigacions ha estat la descoberta d'una conducció o aqüeducte d'origen romà que és el que portava l'aigua del riu Besòs fins als aqüeductes descoberts a la plaça Nova de Barcelona. Pel que fa a aquesta conducció, així com al primer aqüeducte de la plaça Nova, no hi ha cap dubte sobre l'època en què fou construït, durant els 50 o 60 anys posteriors a la fundació de la colònia Iulia Augusta Faventia Paterna Barcino.

### Molins d'aigua
Des del segle X està documentada l'existència de molins a Sant Andreu de Palomar. Varen existir tres casals diferents: els molins de la Torre de Bell-lloc, els molins reials de Sant Andreu i els molins de Vallbona.
Un d'ells, el de la Torre Bell-Lloc, sobre el Rec Comtal, encara està en part entre nosaltres. Deixat de banda, encara hi ha les restes entre els actuals carrers Àngel Monasterio i de l'Andana de l'Estació, Palomar i l'avinguda de Santa Coloma.

## Geografia
La intervenció que ens ocupa se situa al barri de Sant Andreu de Palomar. Actualment, té una superfície de 174 hectàrees i una població d'uns 55.000 habitants. Els seus límits són: el carrer Rovira i Virgili (antiga Riera d'Horta), el passeig de Santa Coloma, l'avinguda Meridiana i les vies de ferrocarril.
El creixement de la població, amb la construcció de nous habitatges i masies (can Pere Valent, can Verdaguer, can Xandri, can Sala, can Diumengó, can Guineueta, les Carasses...), va anar convertint el terme municipal en un ric espai per al conreu. L'agricultura fou una de les principals fonts de vida fins a l'arribada de l'època industrial. La població del municipi de Sant Andreu va romandre essencialment agrícola i ramadera fins ben entrat el segle xx, i aquesta activitat econòmica va coexistir amb les petites indústries que van sorgir des de la dècada de 1920.

## Esglésies

### Parròquia de Sant Andreu
Al segle x trobem el primer esment del temple de Sant Andreu, que va ser assaltat i destruït per Al-Mansur l'any 985. Construïda una nova església romànica i consagrada l'any 1105 pel bisbe Berenguer de Barcelona, va tornar a ser destruïda pels almoràvits i tornada a consagrar per Oleguer de Barcelona l'any 1132.
D'aquesta parròquia van sortir, el 8 de juny de 1640, els segadors amb la imatge del Sant Crist per protestar contra el virrei, el comte de Santa Coloma, al qual van matar en el famós Corpus de Sang. El 1850 es va decidir ampliar-la donant-li l'encàrrec de les obres a l'arquitecte andreuenc Pere Falqués i Urpí, amb una aparença entre classicista i eclecticista. La torre del campanar integrada en l'extrem de la dreta de la façana principal i el cimbori quadrangular de 68 m d'altura són els dos elements més destacats de la seva fisonomia.
Durant la Setmana Tràgica de 1909 i després durant la Guerra Civil de 1936 va tornar-hi a haver greus incendis, que va destrossar sobretot la decoració interior. Entre el 1954 i 1960 el pintor local Josep Verdaguer va ser l'encarregat de pintar els murals, representant la vida de Sant Andreu i escenes bíbliques.

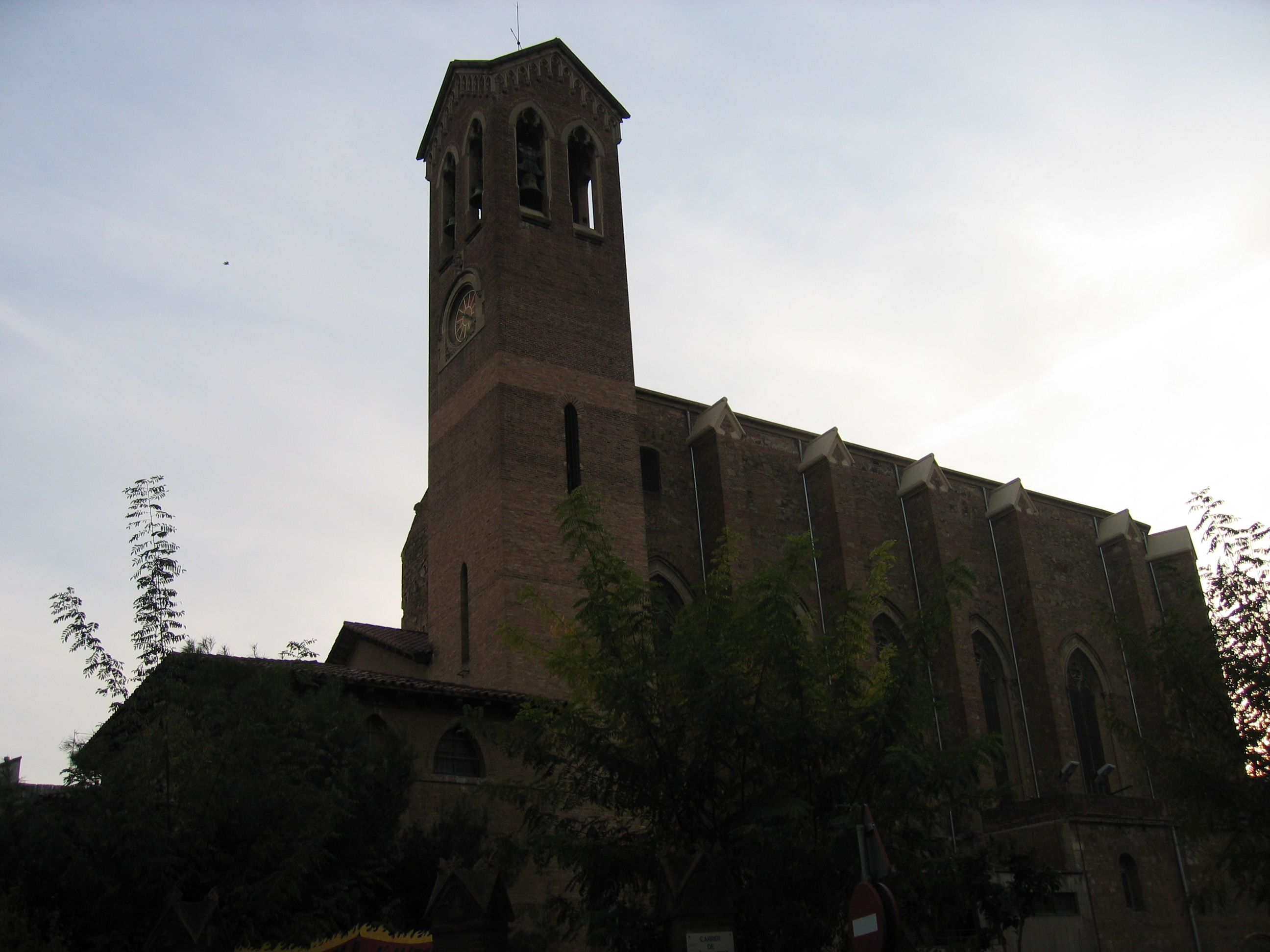
Parròquia de Sant Pacià

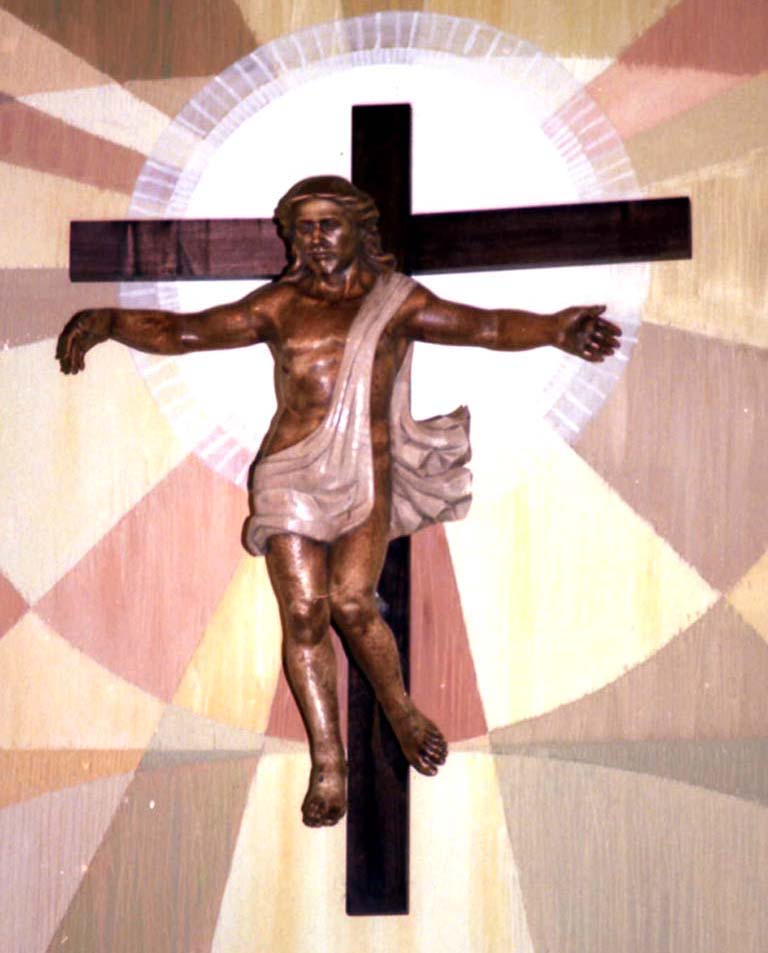
Crist Ressuscitat a Sant Pacià

### Parròquia de Sant Pacià
Dissenyada per l'arquitecte Joan Torras i Guardiola i inaugurada l'any 1881, és d'estil neogòtica, d'una sola nau i coberta amb voltes ogivals nervades. Els finestrals també són d'estètica gòtica, i tota ella té un aspecte molt sobri. Es va incendiar durant la Setmana Tràgica de 1909. Va tornar al culte l'any 1922, moment en què es va construir el campanar. El mosaic del sòl el va dissenyar Antoni Gaudí i va ser restaurat l'any 1988 per Lluís Bru i Borrell. L'any 1985 l'escultor Medina Ayllón va tallar un Crist Ressuscitat per a l'absis, sobre el mural del pintor Eduald Serrasolses de Sant Andreu.

## Alguns andreuencs il·lustres
- Marià Brossa i Arnó (Pedagog i periodista. Alcalde de Sant Andreu el 1869)
- Joan Torras i Guardiola (arquitecte, mestre d'Elies Rogent, Antoni Gaudí i August Font)
- Ignasi Iglésias Pujadas (dramaturg i poeta modernista)
- Josep Lluís Pons i Gallarza (poeta)
- Joan Clapés i Corbera (historiador)
- Pere Falqués i Urpí (arquitecte)
- El Noi Baliarda (revolucionari)
- Jordi Martínez de Foix i Llorenç (militant independentista i socialista català)
- Francesc Porret i Gay (dirigent veïnal)
- Carles Riu i Anglès (bisbe de Camagüey, Cuba)
- Josep Moratalla i Martínez (polític, dirigent veïnal i activista social català)
- Martí Pous i Serra (historiador)
- Josep Verdaguer i Coma (pintor català)
- Jaume Agustí i Milà (doctor en Teologia i Jurisprudència i batxiller en Filosofia i Lletres)
- Joan Gual i Torras (baríton)
- Marià Cañardo i Lacasta (ciclista)
- Josep Planas i Artés (futbolista del FC Andreuenc, l'Avenç de l'Sport i FC Barcelona)
- Marià Martín Alonso (futbolista de la UE Sant Andreu i FC Barcelona)
- Ricard Castells i Cots (dibuixant, guionista d'historietes i il·lustrador)
- Joan Pallarès-Personat (escriptor, periodista, historiador i polític)
- Joan Pich i Santasusana (violoncel·lista, director d'orquestra, compositor i pedagog)
- Ramon Cortinas Grau (cantant d'òpera i sarsuela 24.07.1888/28.09.1960). Va néixer i morir a la casa pairal del c. Agustí Milà 34 de Sant Andreu de Palomar. Era baríton i cantava sarsueles i òpera. Va debutar al Liceu amb el Rigoletto. Durant la IIa república va cantar al Teatre Olympia des del 1930 al 1937. Era íntim amic d'Hipòlit Lázaro, Maria Espinal, Josefina Blanch, Avele de Angeli entre altres cantants. Veure l'hemeroteca de La Vanguardia .)
- Oriol Junqueras i Vies (historiador i polític d'ERC)
- Jaume Morera Millaret (activista catòlic i polític demòcrata cristià 1896-1974), net de l'heroi Josep Millaret Casals de la batalla del Bruc del 6 de juny del 1808 per part de mare, obrer fresador destacat d'Hispano Suïssa, militant fundador d'Unió Democràtica de Catalunya, vicepresident d'Acció Católica del districte IX després del 1936, president dels Homes d'Acció Catòlica de les Parròquies de Sant Andreu de Palomar a partir del 1940 amb seu al Casal Catòlic, vicepresident de la casa d'Asil Casal Salí de Sant Andreu, organitzador dels exercicis espirituals a Sant Andreu juntament amb el jesuïta Pare Francesc de Paula Vallet i Arnau com a Cooperador Parroquial de Crist Rei, col·laborador i organitzador del Congrés Eucarístic Internacional a Barcelona el 1952).
- Jordi Morera i Cortines (natural de Barcelona 28 de gener de 1947) (enginyer tècnic industrial, llicenciat en Geografia i Història, exalcalde de Tagamanent per part d'ERC, un dels primers militants de CCOO 1965.
- Agustí Morera Cortines (natural de Barcelona 28 de gener de 1947, enginyer industrial i enginyer municipal de Mollet del Vallès com a funcionari de carrera, titulat en ciències socials a l'ICESB el 1982, màster sobre contaminació ambiental i el seu tractament el 1983 a l'Escola de Graduats Químics de Barcelona, militant de CCOO branca de metall de Barcelona el 1966, formà part de la JOC de Sant Andreu, exmilitant del FOC de Barcelona, va organitzar les COJ (Comissions Obreres Juvenils) a Barcelona amb Ernest Udina, Jordi Morera, Mercè Garreta i en Jordi Galofré, va organitzar la COB (Comissió Obrera de Barri) a Sant Andreu amb militants de CCOO de La Pegaso ENASA, La Maquinista Terrestre i Marítima i Cispalsa. Publicació a la revista Notes 31 de Mollet del Vallès de l'article Mines i Recs de Gallecs i l'Antic Mollet Agrícola. Autor de la publicació La portada d'Aigua des de Santa Maria de Martorelles a Mollet del Vallès durant la IIa República i la Mina de can Matons de Martorelles  el 2015-2016. [cal citació]
- Joaquim Malats i Miarons (pianista i compositor)

## Entitats i associacions
- AEiG Pare Bertran[cal citació]
- AEiG Jungfrau[cal citació]
- AEiG Flor de Neu[cal citació]
- AEiG Gregal[cal citació]
- AE Jaume I[cal citació]
- Agrupació Excursionista Muntanya[7]

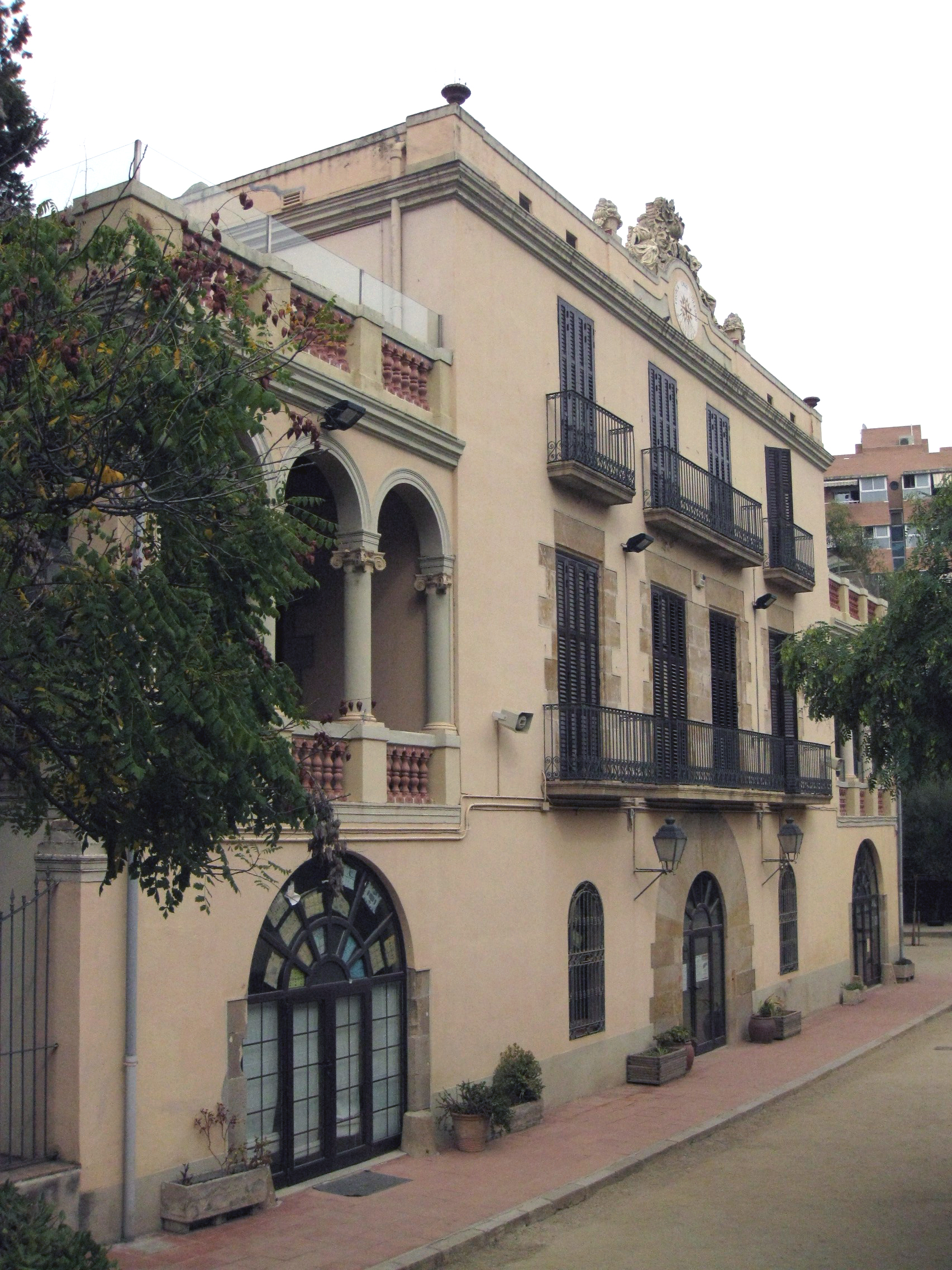
Grup Escolar Ignasi Iglésias

- Assemblea de Joves de La Sagrera i Sant Andreu[cal citació]
- Associació Veïnal Sant Andreu Sud - Estadella[cal citació]
- Associació de Veïns de Sant Andreu de Palomar[cal citació]
- Associació Veïnal Sant Andreu Nord - Tramuntana[cal citació]
- Ateneu Obrer[cal citació]
- Bastoners de Sant Andreu[8]
- Casal Catòlic[cal citació]
- Centre d'Estudis Ignasi Iglésias
- CN Sant Andreu
- Centre Cultural Els Catalanistes
- Colla Castellera Jove de Barcelona
- L'Eco de Catalunya[cal citació]
- Esbart Maragall
- Esbart Mare Nostrum
- Esplai Sant Pacià[cal citació]
- Diables de Sant Andreu
- Plaça del Mercadal de Sant Andreu
- Foment Sardanista Andreuenc[9]
- Germandat de Trabucaires, Geganters i Grallers de Sant Andreu
- L'Harmonia
- La Lírica de Sant Andreu[cal citació]
- Hibrid 33, Associació Cultural de les Arts i les Lletres[cal citació]
- Sant Andreu Teatre
- La Satànica de Sant Andreu
- Societat Coral La Lira[cal citació]
- UE Sant Andreu
- Confraria Barretinaire[10]